# Río Tumbes
El río Tumbes es un corto río de la vertiente del Pacífico, localizado en el sur del Ecuador y norte del Perú, siendo el único navegable de la costa peruana. Además, es el único con delta de esta vertiente.

## Cuenca
La cuenca del río Tumbes está formada, en su cabecera, por numerosas quebradas que discurren principalmente desde la cordillera de Chilla y Cerro Negro en el Ecuador (provincias de El Oro y Loja) y desemboca en el golfo de Guayaquil. En su parte alta el río es llamado a menudo río Pindo o río Grande. Toma el nombre de río Puyango a partir de su confluencia con el río Yaguachi, cerca de Balsas. Siguiendo la dirección occidental por unos 100 km, el río Puyango alcanza la quebrada de Cazaderos, para formar el río Tumbes. Gira entonces hacia el Norte unos 80 km hasta llegar al océano Pacífico, en la bahía de Tumbes, cerca de la ciudad de Tumbes.
La cuenca alta del río Puyango-Tumbes, está rodeada por terrenos montañosos con altitudes de alrededor de 3500 m. Cuatro tributarios principales: el río Calera, el río Amarillo, el río Luis y el río Ambocas, dan origen y forman el río Pindo. El río Pindo y sus tributarios tienen una pendiente pronunciada. La mayor parte del río Puyango tiene una pendiente moderada de 3 por mil (cuenca media). Bajando hacia el mar forma la llanura del río Tumbes, en donde la pendiente del cauce es inferior al 2 por mil (Cuenca baja), zona que es frecuentemente inundada. 
Actualmente (2006) solo el 10% del potencial hídrico de la cuenca es utilizado. Existen estudios para ampliar el área irrigada en la cuenca. La parte baja de la cuenca es intensamente cultivada, principalmente con plantaciones de arroz.

## Caudales de crecida
Los caudales del río Tumbes son conocidos en la parte peruana solamente en la estación hidrométrica El Tigre, ubicada en una sección natural de la parte estrecha del valle, inmediatamente aguas arriba de la llanura aluvial muy ancha, aproximadamente 15 km aguas arriba de la ciudad de Tumbes. 
Los caudales de crecida no se conocen con mucha precisión, por falta de posibilidad de hacer aforos en época de crecidas. El método de extrapolación de la curva altura-gasto podría ser mejorado con la utilización de cálculos hidráulicos, si se contara con esas mediciones.
Los cálculos hidráulicos hechos a partir de la sección del río y de datos para aforos recientes indican que el caudal de pico podría ser sobrestimado de un 20%. Dicha precisión es clásica para caudales de crecida. Resulta difícil hacer cálculos precisos, debido a las variaciones posibles de la sección por efecto de la erosión y de depósitos de sedimentos. La sección, se encuentra en efecto, inmediatamente aguas arriba de la parte ancha del valle, seguramente en un cambio de pendiente favoreciendo la cimentación.
Aguas abajo de esta estación, el río tiene un lecho muy amplio, conformando varios brazos, con cambios frecuente de ubicación, impidiendo hacer evaluaciones confiables del caudal. Solamente en el puente de la Panamericana, a nivel de la ciudad de Tumbes, se puede evaluar el caudal mediante aforos y cálculos hidráulicos simples, mientras el nivel de agua no suba por encima de la carretera (durante las crecidas del año 1998, la carretera fue sumergida). Existe una estación de medición en el puente de la Carretera Panamericana, pero no se sabe cómo se evalúan los caudales de crecidas, incluso no se sabe si se toma en cuenta el caudal transitando en el lecho mayor. Sin embargo, los datos publicados para dicha estación son similares a nivel diario a los caudales de la estación El Tigre.

### Crecidas del año 1998
La ciudad de Tumbes fue inundada por desbordes del río Tumbes aguas arriba de la ciudad, y por las fuertes lluvias locales (lluvia máxima diaria: 241 mm).
Un tramo del puente nuevo de Pampas de Hospital (aguas arriba de Tumbes) fue destruido por las crecidas del año 1998, por falta de capacidad de tránsito suficiente. 
Las quebradas afluentes de la parte baja del río transportan cantidades importantes de sedimentos, y se forman depósitos aguas arriba de las confluencias, acentuando los desbordes de dichas quebradas. El río Puyango nace en la cordillera Cordoncillo en el Oro.

### Contaminación del río Puyango Tumbes
Habitantes de las riberas del río inician reclamos por la contaminación del río Puyango Tumbes, demandan al Estado Ecuatoriano por permitir la minería de oro y otros minerales en su territorio, las empresas mineras del lado ecuatoriano liberan sus desechos al río y contaminan el agua del río que llega hasta el lado peruano.
Miles de pescadores y agricultores son afectados, por la contaminación del río transfronterizo Puyango-Tumbes, porque aguas arriba, donde nace el río Puyango, en las montañas de la provincia de El Oro, al sur del Ecuador, existe minería legal y los desechos de la tierra procesada, para extraer el oro y otros metales se arrojan a los afluentes del río sin ningún tratamiento, también existe minería ilegal que el gobierno tiene la obligación de eliminar, la gente está obligada a beber de esa agua, aumenta la contaminación en la sangre y ha perdido parte de sus cultivos. 
Perú demanda al Ecuador, la Comisión Interamericana de Derechos Humanos (CIDH) admitió la demanda de la Federación de Agricultores de Tumbes contra el Estado ecuatoriano, a causa de la contaminación originada por los relaves mineros en el territorio ecuatoriano.
Fatal.